# Pinarayi Vijayan
Pinarayi Vijayan (en malayalam : പിണറായി വിജയൻ), né le 24 mai 1945 à Cannanore, est un homme politique indien. Il est ministre en chef du Kerala depuis 2016. Il est membre du Parti communiste d'Inde (marxiste),,,.